# Phoradendron haitense
Phoradendron haitense är en sandelträdsväxtart som beskrevs av Ignatz Urban. Phoradendron haitense ingår i släktet Phoradendron och familjen sandelträdsväxter. Inga underarter finns listade i Catalogue of Life.